# Salvador Pardo Bolland
Salvador Pardo Bolland (* 1901) war ein mexikanischer Botschafter.

## Leben
1967 wurde Pardo wegen des Transportes von Betäubungsmitteln von Cannes nach Montreal in New York City zu 18 Jahren Haft verurteilt.
| Vorgänger                         | Amt                                                                            | Nachfolger                 |
| --------------------------------- | ------------------------------------------------------------------------------ | -------------------------- |
| Eduardo F. Hay                    | Mexikanischer Botschafter in Guatemala 14. März 1932 bis 25. September 1932    | Gustavo P. Serrano         |
| Adolfo Cienfuegos y Camus         | Mexikanischer Botschafter in Santo Dominigo 18. April 1933 bis 22. Januar 1934 | José Pérez Gil y Ortiz     |
| Manuel Y. de Negri                | Mexikanischer Botschafter in Montevideo 17. September 1940 bis 20. März 1941   | Francisco del Río y Cañedo |
| Francisco Javier Aguilar González | Mexikanischer Botschafter in Stockholm 17 jun. 1947 bis 10 sep. 1948           | Salvador R. Guzmán Esparza |
| Antonio Sánchez Acevedo           | Mexikanischer Botschafter in Ankara 10. Dezember 1951 bis 3. Dezember 1953     | Víctor Alfonso Maldonado   |
| Ignacio Daniel Silva Arias        | Mexikanischer Botschafter in Ontario 24. Februar 1954 bis 11. März 1956        | Manuel Maples Arce         |
| Luis Fernández McGregor           | Mexikanischer Botschafter in Bombay 1. Mai 1956 bis 10. September 1962         | Octavio Paz Lozano         |
| Francisco Orozco González         | Mexikanischer Botschafter in La Paz 1. Oktober 1962 bis 1963                   | Renato Irigoyen Alonzo     |